# Альберс, Джозеф
Джозеф (Йозеф) Альберс (нем. Josef Albers; 19 марта 1888, Ботроп — 25 марта 1976, Нью-Хейвен, штат Коннектикут) — немецкий и американский художник, дизайнер, поэт, теоретик и преподаватель.

## Биография
Родился в Ботропе (Рурская область, Германия) 19 марта 1888 года в семье ремесленника. В 1908—1913 г. и 1916—1919 г. работал учителем в начальных школах Рура, в том числе и в своем родном городе. В 1913—1916 годах занимался в берлинской Королевской школе искусств, художественноӣ академии Эссена. В 1919—1920 годах учился в Мюнхене, у Франца фон Штука.

### Баухауз
В 1920 году стал студентом высшей школы Баухаус в Веймаре. В 1922 году он создаёт в Баухаусе новую мастерскую художественного стекла, а затем возглавляет там мастерскую мебели. Его ранние ксилографии и литографии не выделяются над средним уровнем экспрессионизма. Под влиянием конструктивизма Баухауса (где одним из его главных наставников был Ласло Мохой-Надь) перешёл к гораздо более строгому абстрактно-геометрическому стилю, увлекаясь т. н. диафаниями, прозрачными композициями на стекле, исполненными с помощью пескоструйного аппарата. Переехав вместе со школой в Дессау (1925 год), был преемником М. Брейера на посту руководителя мебельной мастерской, а с 1930 года — заместителем директора всей школы. Активно работал как дизайнер, создавая эскизы мебели, а также стеклянной и металлической утвари.

### В США
В 1933 году, после прихода к власти нацистов, стал одним из первых преподавателей Баухауза, эмигрировавших в США. Преподавал в колледже Блэк-Маунтин в Эшвилле, Северная Каролина до 1949 года. Среди его учеников были В. де Кунинг, Р. Мозеруэлл, К. Ноланд и Р. Раушенберг. В 1950 году возглавил кафедру дизайна в Школе искусств Йельского университета, где читал лекции до 1960 года.
К 1970 году Альберс стал почётным членом четырнадцати школ и академий; в 1971 году состоялась ретроспективная выставка его работ в Метрополитен-музей. В последние годы своей жизни художник создавал в основном монументальные настенные композиции для общественных зданий, в том числе для Аспирантского центра Гарвардского университета, издательств «Тайм» и «Лайф» в Нью-Йорке, Музея истории искусств и культуры в Мюнстере и т.д.
Умер в Нью-Хейвене, Коннектикут 25 марта 1976 года.

## Творчество
Творчество Альберса вызвало интерес у представителей различных направлений американской живописи. В 1936 году Альберс вступает в Американскую ассоциацию абстракционистов. С 1949 года он создаёт серию «Структурные констелляции» — ряд рисунков, при повороте которых изображение позволяет себя интерпретировать различным образом. Центральным фактором в живописи Альберса является цвет; эта особенность перешла ещё от его занятий художественным стеклом. Цвет, по выражению самого мастера, был для него «релятивистским средством искусства».
Один из основных приёмов живописи Альберса — цветовое варьирование неизменяемой формы. Его станковые серии («Цикл скрипичного ключа», конец 1930-х — начало 1940-х годов; «Трансформации схемы», 1948—1952 гг.; «Структурные констелляции», 1953—1958 гг.; и др.) с годами становились все более лаконичными, представляя собой цветовые вариации в пределах одной и той же геометрической сетки. Вершиной его творчества считаются выходившие начиная с 1950 года серии картин маслом, графики и сериграфии под общим названием «Во славу квадрата» (Homage to the Square). В этом цикле главными модулями служат квадраты, как бы «вложенные» один в другой и составляющие разнообразные хроматические «фуги».
В 1963 году мастер опубликовал теоретический труд «Взаимодействие цветов» («Interaction of Color»), в котором изложил свои идеалы стерильно-чистой формы как необходимой первоосновы творчества. Альберс никогда не примыкал к какой-либо школе или группировке абстрактного искусства и создал собственный стиль живописи, для которого характерны абстрактная прямолинейность и основные цвета, такие как чёрный и белый. Однако его художественный опыт оказал большое влияние на развитие оп-арта и пост-живописного абстракционизма.
К концу XX века его образы всё чаще воспринималась в качестве ближайшего германо-американского аналога супрематизма К. С. Малевича.